# Gustavo Ayón
Gustavo Alfonso Ayón Aguirre (ur. 1 kwietnia 1985) – meksykański koszykarz występujący na pozycji środkowego lub silnego skrzydłowego, obecnie zawodnik Capitanes de Arecibo.

## Kariera
Ayón przez trzy lata uczęszczał na Universidad Popular Autónoma del Estado de Puebla. W krajowych mistrzostwach akademickich zdobył nagrodę MVP i doprowadził swój zespół do mistrzostwa. Po tym sezonie został zawodnikiem drużyny NCAA, San Jose State University. Jednak nigdy nie zagrał w tym zespole, gdyż zdecydował się na podpisanie kontraktu z profesjonalnym meksykańskim klubem, Halcones UV Xalapa.
W sezonie 2006 wchodził z ławki podczas spotkań Halcones UV Xalapa, która zajęła drugie miejsce w lidze. W następnym sezonie wdarł się do składu i doprowadził klub do dwóch mistrzostw Meksyku z rzędu. W sezonie 2007/08 notował 10.2 punktów i 8.1 zbiórek na mecz, a sezon później 13.2 punktów i 7.8 zbiórek. 
Po sezonie 2008/09 podpisał kontrakt z hiszpańskim Baloncesto Fuenlabrada.
W grudniu 2011 podpisał trzyletni kontrakt z New Orleans Hornets, które wykupiło go z Baloncesto Fuenlabrady za 1,5 miliona dolarów.
11 lipca 2012 został oddany do Orlando Magic za Ryana Andersona.
21 lutego 2013 został zawodnikiem Milwaukee Bucks. 25 lipca 2013 roku został zwolniony.
29 lipca 2013 podpisał kontrakt z Atlanta Hawks.
23 września 2014 podpisał dwuletni kontrakt z Realem Madryt.
26 lipca 2019 dołączył do rosyjskiego Zenitu Petersburg.

## Kariera reprezentacyjna
Ayón jest reprezentantem Meksyku od 2007 roku. Wystąpił na Mistrzostwach Ameryki w 2007 roku i Centrobaskecie w 2008. 
W 2013 doprowadził Meksyk do złotego medalu na mistrzostwach Ameryki. Został wybrany MVP tego turnieju.

## Osiągnięcia
Stan na 20 listopada 2021, na podstawie, o ile nie zaznaczono inaczej.

### Drużynowe
- Mistrz:
  - Euroligi (2015, 2018)
  - Hiszpanii (2015, 2016, 2018, 2019)
  - Meksyku (2008, 2009)
  - klubowy Ameryki Środkowej (2007)
  - Portoryko (2021)[14]
- Wicemistrz:
  - Ligi Amerykańskiej (2009)
  - CIBACOPA (Ligi Północno-Zachodniego Meksyku – 2007)
  - Hiszpanii (2017)
- 3. miejsce w Eurolidze (2019)
- 4. miejsce w Eurolidze (2017)
- Zdobywca:
  - pucharu Hiszpanii (2015–2017)
  - superpucharu Hiszpanii (2014, 2018)
  - Interkontynentalnego Pucharu FIBA (2015)
- Finalista pucharu Hiszpanii (2018, 2019)

### Indywidualne
- MVP:
  - Pucharu Hiszpanii (2016)
  - miesiąca:
    - Euroligi (grudzień 2015)
    - ACB (listopad 2011, maj 2016)

  - I spotkania play-off Euroligi (2015)
  - kolejki:
    - Euroligi (9, 7 TOP 16 – 2015/16)
    - ACB (9 – 2011/12)
- Najlepszy Młody Zawodnik Ligi ACB (2011)
- Zaliczony do II składu Euroligi (2016, 2017)[15]
- Uczestnik meczu gwiazd:
  - VTB (2020)[16]
  - CIBACOPA (2007)
  - ligi meksykańskiej (2009)
- Lider ligi ACB w skuteczności rzutów z gry (2016)

### Reprezentacja
Drużynowe
- Mistrz:
  - Ameryki (2013)
  - Ameryki Środkowej (2014)
- Uczestnik mistrzostw:
  - świata (2014 – 14. miejsce)
  - Ameryki (2007 – 7. m, 2009 – 7. m, 2013, 2015 – 4. m)
  - Ameryki Środkowej (2008 – 5. m, 2010 – 6. m, 2012 – 6. m, 2014)

Indywidualne
- MVP:
  - mistrzostw Ameryki (2013)
  - mistrzostw Ameryki Środkowej (2014)
- Zaliczony do I składu mistrzostw Ameryki (2013, 2015)
- Lider mistrzostw Ameryki w:
  - zbiórkach (2015 – 12,4)[17]
  - blokach (2013 – 1,4)[18]
  - skuteczności rzutów z gry (2015 – 59%)[19]

## Statystyki w NBA
Na podstawie Basketball-Reference.com (ang.)

### Sezon regularny
| Sezon   | Drużyna     | M   | S5 | MPG  | FG%   | 3P%  | FT%   | RPG | APG | SPG | BPG | PPG |
| ------- | ----------- | --- | -- | ---- | ----- | ---- | ----- | --- | --- | --- | --- | --- |
| 2011/12 | New Orleans | 54  | 24 | 20,1 | 53,6% | 0,0% | 61,9% | 4,9 | 1,4 | 1,0 | 0,9 | 5,9 |
| 2012/13 | Orlando     | 43  | 3  | 13,3 | 53,6% | –    | 50,0% | 3,3 | 1,4 | 0,3 | 0,3 | 3,6 |
| 2012/13 | Milwaukee   | 12  | 0  | 13,6 | 59,5% | –    | 8,3%  | 4,9 | 1,0 | 0,8 | 0,3 | 4,3 |
| 2013/14 | Atlanta     | 26  | 14 | 16,5 | 51,0% | –    | 40,0% | 4,8 | 1,1 | 1,0 | 0,4 | 4,3 |
| Razem   |             | 135 | 41 | 16,7 | 53,6% | 0,0% | 50,4% | 4,4 | 1,3 | 0,7 | 0,5 | 4,7 |

### Play-offy
| Sezon | Drużyna   | M | S5 | MPG | FG%   | 3P% | FT% | RPG | APG | SPG | BPG | PPG |
| ----- | --------- | - | -- | --- | ----- | --- | --- | --- | --- | --- | --- | --- |
| 2013  | Milwaukee | 3 | 0  | 2,3 | 50,0% | –   | –   | 0,0 | 0,0 | 0,0 | 0,0 | 1,3 |
| Razem |           | 3 | 0  | 2,3 | 50,0% | –   | –   | 0,0 | 0,0 | 0,0 | 0,0 | 1,3 |